# Aurelio Grue
Aurelio Grue (Atri, 7 maggio 1870 – Adua, 1º marzo 1896) è stato un militare italiano, tenente del Regio Esercito, caduto durante la Battaglia di Adua e decorato di medaglia d'oro al valor militare alla memoria.

## Biografia
Nacque ad Atri il 7 maggio 1870, figlio di Antonio, che era stato garibaldino ed aveva combattuto nelle guerre d'indipendenza, e di Emilia Mancini; compì gli studi primari nel suo paese prima di divenire Allievo del Collegio militare di Roma.  La famiglia paterna era originaria di Castelli, ove aveva esercitato almeno dal XVII Secolo la tradizionale arte della maiolica; un suo omonimo antenato si era trasferito ad Atri nel XVIII secolo.
Frequentò poi la Regia Accademia Militare di Artiglieria e Genio di Torino, da cui uscì con il grado di sottotenente. Promosso tenente, nel 1890 viene assegnato al 14º Reggimento artiglieria da campagna. Il 28 dicembre 1895 partì volontario per la Campagna d'Africa, in seno al corpo di spedizione italiano al comando del generale Oreste Baratieri.
Arrivato a Massaua, in Eritrea, il 6 gennaio 1896, fu assegnato alla 6ª Batteria d'artiglieria da montagna, in supporto alla II Brigata fanteria del generale Vittorio Dabormida. Seguì l'avanzata del corpo di spedizione al comando della colonna munizioni della Brigata Dabormida, fino al giorno 17, quando le truppe italiane arrivarono in vista della conca di Adità.
Durante la successiva battaglia di Adua del 1 marzo, nella quale il Corpo di spedizione fu annientato dalle truppe del negus abissino Menelik, cercò di proteggere la ritirata delle truppe italiane portando i cannoni sulla linea Mariam-Sciavitù e rifornendo di munizioni la fanteria finche poté. Il 2 marzo, ferito ad un piede, si mise al comando di alcuni pezzi d'artiglieria della 6ª e 7ª batteria, sparando sugli attaccanti fino a che non cadde ucciso. Fu insignito, assieme ad altri 13 commilitoni caduti nella stessa battaglia, della Medaglia d'oro al valor militare alla memoria..
Oggi la maggior parte dei suoi ricordi si trova esposta nella città natale di Atri, nella chiesa di San Liberatore, diventata sacrario dei soldati atriani morti nelle due guerre mondiali (Cappella dei Caduti). Una lapide posta sulla sua casa natale il 7 giugno 1903 ne ricorda il coraggio.

### Annotazioni
1. ↑  La mobilitazione generale era cominciata il 25 dicembre 1895, ed entro il 10 marzo 1896 arrivarono in Eritrea 1.537 ufficiali, 38.063 sottufficiali e unmini di truppa, e 8.584 muli.
2. ↑  A Massaua trovò il fratello Arnaldo, destinato a prestare servizio nella Brigata del generale Giuseppe Arimondi.
3. ↑  Comandata dal capitano Giuseppe Regazzi, apparteneva alla II Brigata artiglieria del maggiore Alberto Zola, ed era equipaggiata con 6 cannoni da 70 mm.
4. ↑  Inizialmente gli era stata assegnata la Medaglia d'argento al valor militare, poi commutata in Medaglia d'oro il 20 novembre 1898

### Fonti
1. 1 2 3 4 5  Bianchi, Cattaneo 2011, p. 80.
2. ↑  Aurelio Grue in Associazione Nazionale Combattenti FF. AA.
3. ↑  G. Polidori, La maiolica antica abruzzese, Luigi Alfieri, Milano, 1949.
4. ↑  M. Picciau, Grue, in Dizionario Biografico degli Italiani, vol 60, 2013.
5. ↑  F. Filipponi, Aurelio Anselmo Grue. La maiolica del settecento tra Castelli e Atri, Verdone Editore, 2015, ISBN 9788-896868478.
6. ↑  McLachlan 2011, p. 11.
7. ↑  McLachlan 2011, p. 42.
8. 1 2 3  McLachlan 2011, p. 20.
9. 1 2 3  Bianchi, Cattaneo 2011, p. 81.
10. ↑  Gazzetta Ufficiale del Regno d'Italia n.276 del 29 novembre 1898.
11. ↑  Approvata da S.M. il Re Umberto I, si trova in Gazzetta Ufficiale del Regno d'Italia n. 276 del 29 novembre 1898.